# کریستی اپارا-تامپسون
کریستی اپارا-تامپسون (انگلیسی: Christy Opara-Thompson؛ زادهٔ ۲۴ دسامبر ۱۹۷۱) ورزشکار دو و میدانی اهل نیجریه است.